# 戦極 〜第十一陣〜
戦極 〜第十一陣〜（せんごく だいじゅういちじん）は、日本の総合格闘技団体「戦極」の大会の一つ。2009年11月7日、東京都墨田区の両国国技館で開催された。

## 大会概要
ダブルメインイベント2試合目では戦極フェザー級（-65kg）チャンピオンシップ挑戦者決定戦が行われ、小見川道大が日沖発に判定勝ちし、王座挑戦権を獲得した。
ダブルメインイベント1試合目では、戦極初参戦のマメッド・ハリドヴが戦極ミドル級（-83kg）王者ジョルジ・サンチアゴにTKO勝ちを収めた。
戦極 〜第九陣〜の戦極ライト級チャンピオンシップで王座から陥落した北岡悟が復帰戦に臨んだが、ホルヘ・マスヴィダルにTKO負けを喫した。
KSWライトヘビー級王者マメッド・ハリドヴ、CAGE FORCEフェザー級王者星野勇二が戦極デビュー。

## 試合結果

### FIGHT OF THE SOUL
FIGHT OF THE SOUL フェザー級ワンマッチ 5分2R
○  上山知暁 vs.  BULL ×
1R 4:29 TKO（レフェリーストップ：チョークスリーパー）
※FIGHT OF THE SOUL は第6試合と第7試合間の休憩時間に行われた。

### オープニングファイト
オープニングファイト バンタム級ワンマッチ 5分2R
○  RYOTA vs.  矢島雄一郎 ×
2R 1:06 アームロック

### 本戦カード
第1試合 フェザー級ワンマッチ 5分3R
○  ロニー・牛若 vs.  大澤茂樹 ×
3R終了 判定3-0（30-28、30-29、30-30※ロニー優勢）
第2試合 ヘビー級ワンマッチ 5分3R
○  デイブ・ハーマン vs.  BIG・ジム・ヨーク ×
1R 2:25 KO（グラウンドの踵落とし）
第3試合 フェザー級ワンマッチ 5分3R
○  マルロン・サンドロ vs.  星野勇二 ×
1R 2:33 KO（右フック）
第4試合 ウェルター級ワンマッチ 5分3R
○  郷野聡寛 vs.  辛拉麺 ×
3R終了 判定3-0（30-26、30-27、30-28）
第5試合 ライトヘビー級ワンマッチ 5分3R
○  スタニスラブ・ネドコフ vs.  ケビン・ランデルマン ×
3R終了 判定2-1（28-27、28-28※ネドコフ優勢、29-29※ランデルマン優勢）
第6試合 ライト級ワンマッチ 5分3R
○  横田一則 vs.  光岡映二 ×
3R終了 判定3-0（29-28、30-29、30-29）
第7試合 ライト級ワンマッチ 5分3R
○  ホルヘ・マスヴィダル vs.  北岡悟 ×
2R 3:23 TKO（レフェリーストップ：パウンド）
第8試合 ミドル級ワンマッチ 5分3R
○  マメッド・ハリドヴ vs.  ジョルジ・サンチアゴ ×
1R 1:45 TKO（レフェリーストップ：パウンド）
第9試合 戦極フェザー級チャンピオンシップ挑戦者決定戦 5分3R
○  小見川道大 vs.  日沖発 ×
3R終了 判定2-1（30-29、29-29※小見川優勢、29-30）
※小見川が挑戦権獲得に成功。

### 賞
ベストバウト賞： 小見川道大 vs. 日沖発
各選手にはボーナスとして100万円が支給された。